# Hans Richter (regista)
Hans Richter, pseudonimo di Johannes Siegfried Richter (Berlino, 6 aprile 1888 – Locarno, 1º febbraio 1976), è stato un regista, pittore e scrittore tedesco. Ottenne la cittadinanza americana nel 1951. Inizialmente orientato verso il cubismo e l'espressionismo, nel 1916 si unì ai dadaisti di Zurigo. Nel 1921 si dedicò al cinema sperimentale, contribuendo in modo significativo a sviluppare lo stile astratto (come nel film Analogie musicali). Insieme a Oskar Fischinger, Walter Ruttmann e lo svedese Viking Eggeling, Richter è considerato uno dei più importanti esponenti del cinema astratto in Germania.

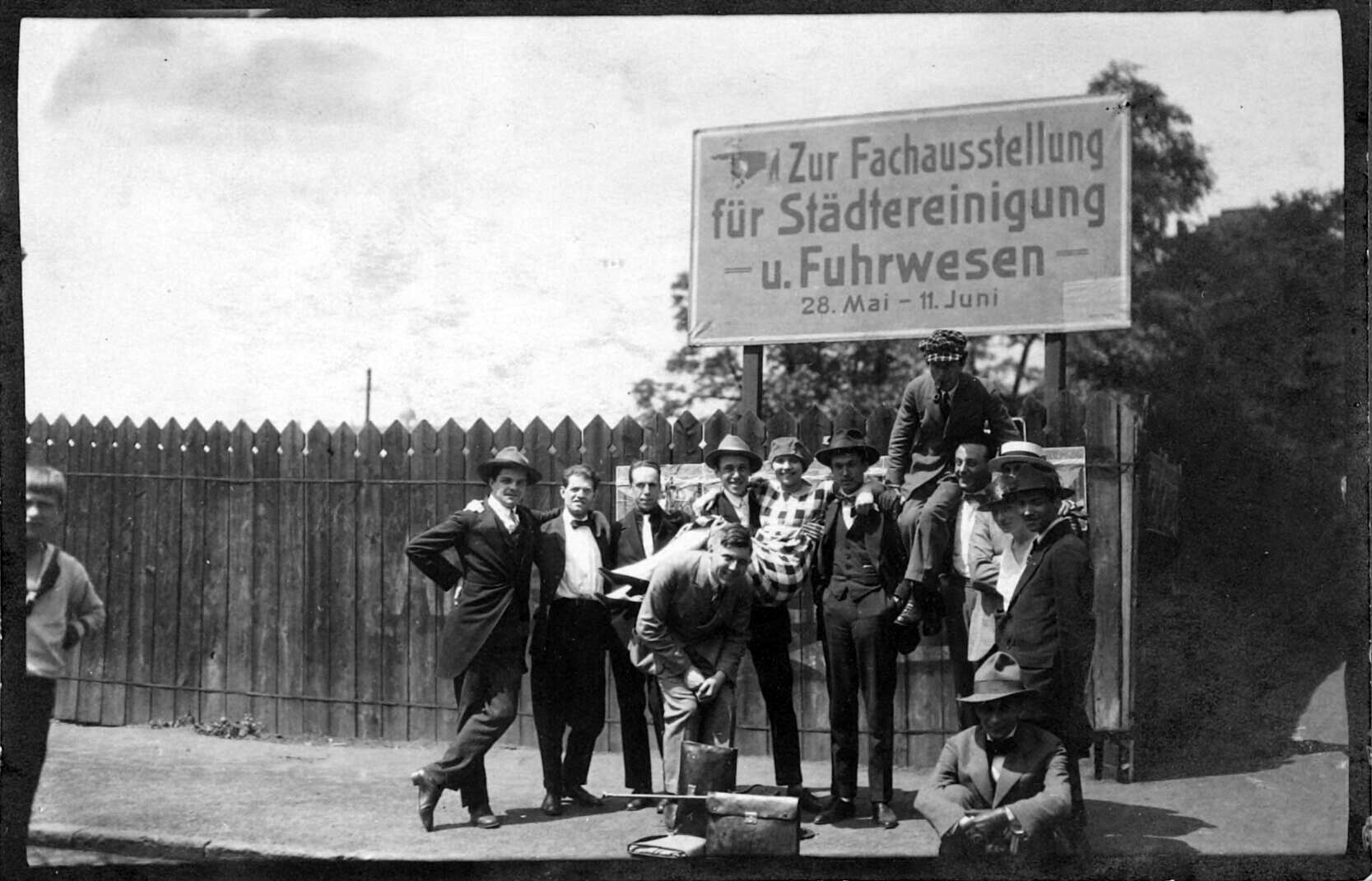
Primo congresso internazionale degli artisti progressisti, Düsseldorf, 29-31 maggio 1922 (da sinistra a destra: ragazzo sconosciuto, Werner Graeff, Raoul Hausmann, Theo van Doesburg, Cornelis van Eesteren, Hans Richter, Nelly van Doesburg, sconosciuto (De Pistoris?), El Lissitzky, Ruggero Vasari, Otto Freundlich (?), Hannah Höch, Franz Seiwert e Stanisław Kubicki).

Richter, a causa delle persecuzioni nazionalsocialiste, fu costretto a emigrare e giunse negli Stati Uniti d'America via Francia e Portogallo nel 1941. Richter era un "networker" che ha sempre mantenuto i contatti con i suoi vecchi colleghi e amici artisti, e ha intensificato queste amicizie dopo il suo ritorno in Europa nel 1958.

## Biografia

### La giovinezza
Hans Richter, figlio del consigliere di legazione Moritz Richter e di Ida Gabriela Rothschild, iniziò a lavorare nel campo della grafica all'età di 14 anni. Fin da bambino sognava di diventare un pittore professionista. Inizialmente il padre gli aveva proibito di studiare pittura e lo aveva convinto a optare per l'architettura. Per poter studiare, fece un apprendistato di due anni in falegnameria e carpenteria presso l'azienda paterna a Berlino. Dopo aver completato l'apprendistato nel 1908, il padre gli permise di iscriversi all'Accademia di Belle Arti di Berlino, dove rimase per un anno. In seguito si trasferì all'Accademia d'arte di Weimar. Inizialmente, dipingeva soprattutto la sua famiglia e i suoi amici e realizzava copie di vecchi maestri. Sviluppò una tale abilità nell'arte della copia che nel 1913 una galleria di Bielefeld gli dedicò una mostra personale di sue copie di Wilhelm Leibl, Franz von Lenbach e altri.

### Riorientamento della sua arte
Ma già prima dello scoppio della Prima guerra mondiale, Richter superò le barriere del tradizionalismo unendosi, nel 1913, all'avanguardia intorno a Herwarth Walden, editore della rivista espressionista Der Sturm di Berlino. Grazie a Walden, Richter incontrò i membri dei gruppi Die Brücke e Der Blaue Reiter, nonché i futuristi. Richter distribuì il Manifesto futurista di Marinetti ai tassisti di Potsdamer Platz.
A proposito dei 360 dipinti esposti nel salone autunnale della Sturm-Galerie nel 1913, scrive: “Sono andato lì pieno di aspettative. Era la prima volta che vedevo cosa fosse l'arte moderna. Forse ero stato preparato da Le bagnanti di Cézanne, ma in modo più inconscio. Al Salon d'Automne vidi l'arte moderna in tutto il suo splendore: Picasso, Braque, i futuristi e altri”. E: “Ciò che mi ha influenzato del cubismo non è stata solo la nuova forma di espressione, ma anche il coraggio e l'audacia di compiere questo passo: loro (i cubisti) sono passati dal mondo degli oggetti naturali alla scomposizione degli oggetti; così ho fatto anch'io. Ho sviluppato il mio tipo di cubismo. La struttura del cubismo, inteso come principio costruttivo, mi sembrava di gran lunga il passo più significativo nella pittura del nostro secolo”.
Nel 1914 Richter entrò a far parte della cerchia di Franz Pfemfert. Per la rivista Die Aktion, Richter fece il ritratto di scrittori e poeti i cui articoli apparivano sulla rivista. Le loro tendenze socialiste e i loro sentimenti anti-guerra corrispondevano alle inclinazioni anarchiche di Richter: Pfemfert, editore e direttore di Die Aktion, la pubblicazione della nuova generazione letteraria tedesca tra il 1912 e il 1920, si opponeva attivamente al Kaiser e alla guerra ed era un protettore e ammiratore della giovane generazione di poeti e artisti. Pfemfert aveva un senso incrollabile della qualità e un'intelligenza incorruttibile. Per tutti noi che cercavamo una nuova concezione dell'uomo e una nuova misura delle cose, era un santo patrono. Nel suo piccolo ufficio, sempre affollato, si incontravano Liebknecht e Rosa Luxemburg, Carl Einstein, Däubler e altri.

### Durante la prima guerra mondiale
Il 15 settembre 1914, poco dopo lo scoppio della Prima guerra mondiale, Richter fu chiamato alle armi. I suoi amici, i poeti Ferdinand Hardekopf e Albert Ehrenstein, organizzarono una festa in suo onore per l'occasione. "Per darmi speranza e conforto, mi proposero che, se fossimo stati ancora vivi dopo due anni, ci saremmo incontrati alle tre del pomeriggio del 15 settembre al Café de la Terrasse di Zurigo". Pochi mesi dopo, fu gravemente ferito a Vilnius, in Lituania. Parzialmente paralizzato, fu portato prima all'ospedale di Tilsit e successivamente a quello militare di Hoppegarten, vicino a Berlino. Lì conobbe la sua futura moglie, un'infermiera.

### DADA a Zurigo
Nel 1916, su raccomandazione dei suoi medici, Richter si fece curare da uno specialista a Zurigo per le ferite riportate in guerra. Fu lì che entrò in contatto con il movimento Dada. I dadaisti si erano già riuniti in gruppo nel febbraio 1916. Tra questi, Hugo Ball, Emmy Hennings, Hans Arp, Richard Huelsenbeck, i fratelli Janco e Tristan Tzara. Il 15 settembre 1916, Ferdinand Hardekopf e Albert Ehrenstein gli presentarono Tristan Tzara, Marcel Janco e il fratello Georges al Café de la Terrasse di Zurigo. Fu quindi considerato un membro del gruppo e disegnò un manifesto per la prima mostra Dada alla Galerie Corray in Bahnhofstrasse nel gennaio 1917. I suoi dipinti furono esposti insieme a opere di Otto Van Rees, Janco, Johann Wilhelm von Tscharner, Oscar Lüthy e Walter Helbig, oltre a esempi di scultura africana. Poco tempo dopo, i dadaisti rilevarono la galleria di Han Coray e la gestirono come "Galerie Dada". Nel 1917, Hans Richter partecipò alla terza mostra della galleria, che si tenne dal 2 al 29 maggio. Vengono esposte opere di 20 artisti, tra cui Hans Arp, Marcel Janco, Arthur Segal, Hilla von Rebay, Paul Klee, August Macke, Amedeo Modigliani, Marcel Slodki e alcuni disegni di bambini. 
Il 9 aprile 1919, nella sala Kaufleuten di Zurigo, si tiene l'ottava e ultima Soirée Dada della città, davanti a un pubblico di oltre mille persone. Hans Richter tenne una conferenza sulla poesia di Hans Arp e lesse il suo manifesto "Contro Dada senza". Tristan Tzara descrisse il discorso come "malizioso ed elegante, Dada, Dada, Dada". Per quest'ultimo evento Dada a Zurigo, Hans Richter e Hans Arp si occupano delle scenografie per le danze eseguite dagli studenti di Rudolf von Laban sulla base delle coreografie di Sophie Taeuber. "Su strisce di carta lunghe un'infinità, alte circa 2 metri, Arp iniziò a dipingere delle astrazioni su un lato e io sull'altro con la vernice nera. Le forme di Arp sembravano cetrioli giganti. Seguii il suo esempio e finimmo per dipingere piantagioni di cetrioli lunghe chilometri, come le chiamavo io, finché non ci incontrammo al centro. Poi il tutto è stato inchiodato su pezzi di legno e arrotolato fino alla performance”. A dicembre, Tristan Tzara si trasferisce a Parigi, ponendo fine alle attività del Dada di Zurigo.

### Film d'avanguardia
Dopo il suo ritorno da Zurigo nel 1919, Richter iniziò a collaborare con il suo concittadino Viking Eggeling, di otto anni più anziano di lui. Alla ricerca di una comprensione più profonda delle scoperte che avevano fatto indipendentemente l'uno dall'altro sul principio di polarità, i due intensificarono i loro esperimenti in autunno, lavorando ora insieme. Nella casa dei genitori di Richter a Klein-Kölzig, i due amici sperimentarono composizioni geometriche. Eggeling riduceva le sue forme a unità semplici ed elementari con pochi tratti e linee, mentre Richter lavorava con il gioco delle superfici e dei piani. Grazie a questa collaborazione, i due artisti iniziarono a muoversi verso una transizione dal Dada al Costruttivismo. Nel 1920, i due artisti scrissero il proclama "Linguaggio universale". Secondo gli artisti, la forma astratta e la dissoluzione della rappresentazione sono l'unico linguaggio universalmente comprensibile attraverso il quale l'arte può riacquistare la sua funzione sociale. Inviarono il proclama di otto pagine, in cui esponevano le loro teorie, a personalità influenti e chiesero il sostegno dell'UFA, che fornì loro uno studio di animazione e un tecnico per i loro esperimenti cinematografici. Tuttavia, il risultato fu del tutto insoddisfacente. Ci vollero 10 giorni per realizzare un film d'animazione lungo 10 metri e della durata di soli 60 secondi. Nonostante questa delusione, continuarono i loro esperimenti cinematografici.
Richter torna a Berlino nel 1922. In questo periodo entra a far parte del gruppo De Stijl e dell'associazione Costruttivisti. Poco dopo, dal 1923 al 1926, Richter pubblica la rivista G con Werner Graeff e Mies van der Rohe. Nel 1926 Richter utilizza per la prima volta elementi del mondo rappresentativo in Filmstudie, trasformandoli poi in elementi stilistici astratti attraverso un sapiente montaggio. Nel 1928,
La Gesellschaft für Neue Musik gli commissionò un film per il Festival tedesco di musica da camera di Baden-Baden. In Vormittagsspuk, realizzato in collaborazione con Werner Graeff, Richter si ispira al Dada, mostrando la ribellione di oggetti, cappelli, rivoltelle e tubi contro la vita quotidiana e simboleggiando il distacco dell'oggetto dal suo proprietario. Durante la rappresentazione di Vormittagsspuk, un'orchestra esegue musica sincronizzata composta da Paul Hindemith.
In "Alles dreht sich, alles bewegt sich!" (1929), Richter utilizza un montaggio sonoro in cui musica, parlato e rumori sono integrati in uno schema ritmico. La prima del film ebbe luogo a Baden-Baden, e gli uomini della SA che lo videro e disapprovarono il suo intento moderno lo definirono un "bolscevico culturale". Quando il film vinse il primo premio per il design artistico all'Accademia Lessing nel 1936, il nome di Richter non fu rivelato.
Nello stesso anno, Hans Richter venne nominato direttore dell'Esposizione Internazionale di Film e Foto del Deutscher Werkbund di Stoccarda, che si tenne dal 18 maggio al 7 luglio. Richter invitò i registi d'avanguardia dell'Est e dell'Ovest a partecipare. L'avanguardia russa è fortemente rappresentata. In occasione di questa mostra, Richter scrisse il suo primo libro Film avversari di oggi, film amici di domani. L'influenza russa e la tendenza al film sociale sotto forma di documentario espressionista acquistano maggiore importanza rispetto al film poetico.
Nel settembre 1929, Hans Richter e altri cineasti provenienti da undici paesi, tra cui Sergei M. Eisenstein, furono invitati nel castello svizzero di La Sarraz per partecipare a un congresso. Insieme a Eisenstein e al regista Ivor Montagu, girarono con i partecipanti al congresso un breve film allegorico sulla vittoria del cinema d'avanguardia contro il cinema commerciale, intitolato Die Erstürmung von La Sarraz/Tempête sur La Sarraz. Purtroppo, dopo la proiezione a Tokyo nel 1930 (dove il film fu proiettato con il titolo Kokusai Dokuritsu Eiga Kaigi), questo curioso film è andato perduto, ma esistono numerose foto delle riprese.
Dopo un breve intermezzo cinematografico con il Surrealismo, Richter torna ai principi costruttivisti nel 1930. In questo periodo scrive l'articolo L'Objet en Mouvement, pubblicato sulla rivista antisurrealista Cercle et Carré. In questo periodo Richter lavora come redattore per le sezioni di arte, cinema e musica della Tägliche Rundschau di Berlino, tiene lezioni di cinema al Bauhaus di Dessau e realizza film pubblicitari in Olanda e Svizzera. Un anno dopo il loro primo congresso cinematografico, i membri dell'Independent Film si incontrano nuovamente a Bruxelles. Richter guida la delegazione tedesca. Il tema dominante è il cinema come arma politica contro i primi segni del dominio hitleriano. Richter fonda un altro circolo cinematografico, che diventa noto come Lega Cinematografica Tedesca, e si batte per i film controversi e ufficialmente censurati.

### Esilio in Svizzera
Nel 1933 Richter lavorò come regista a Mosca per la produzione cinematografica russo-tedesca Metall, prodotta dalla Prometheus-Film di Berlino e dalla Meshrabpom di Mosca. Il soggetto è lo sciopero dei metalmeccanici di Hennigsdorf, vicino a Oranienburg, avvenuto nell'ottobre del 1930. Richter si trasferì a Mosca nel giugno del 1933 e non fece più ritorno in Germania a causa del drammatico peggioramento della situazione politica. La sceneggiatura di Metall von Richter und Pera Ataschewa fu riscritta sette volte a causa dei continui cambiamenti della situazione politica. Durante le riprese, nell'ultimo terzo del film, il progetto fu cancellato perché il governo sovietico non voleva provocare la Germania nazista. Una settimana dopo l'incendio del Reichstag, la polizia perquisì l'appartamento di Richter e confiscò e distrusse gran parte della sua collezione d'arte. Temendo per la sua incolumità, Richter fuggì dalla Russia. In un modo o nell'altro, Richter arrivò in Olanda completamente senza soldi. Fu così che la società Philips si accorse di lui e gli affidò una serie di commissioni cinematografiche.
Dal 1934, Richter soggiornò spesso a La Carabietta, in Svizzera, dai suoi parenti, per lavorare a progetti cinematografici. Nel 1936 si stabilì a Meudon, in Francia, dove vivevano Hans Arp, la moglie Sophie Taeuber e Nelly van Doesburg. Ancora senza passaporto e in fuga come tedesco, Richter cercò di ottenere la residenza permanente in Francia o in Svizzera. Nel 1937 Richter diventa responsabile della produzione cinematografica presso la Central-Film di Zurigo e partecipa alla mostra costruttivista di Basilea.
Nel 1937, il suo dipinto a tempera “Farbenanordnung” (47,5 x 60 cm, 1923) fu confiscato e distrutto dal Provinzial-Museum di Hannover, mentre la sua xilografia a colori “Tänzerin” fu distrutta dal Museum Folkwang di Essen nell'ambito della campagna nazista “Arte degenerata”.
Richter scrive l'articolo Von der statischen zur dynamischen Form, un contributo al secondo numero della rivista Plastique di Sophie Taeuber-Arp, pubblicata a Meudon. Nel mese di maggio, il fratello di Hans Richter, Albert, emigra negli Stati Uniti. Nel 1939, la sorella Dora e il cognato Udo Rukser emigrano a Santiago del Cile. Udo Rukser diventerà in seguito noto come editore della più importante rivista per esuli Das freie Wort. Richter completa il manoscritto del suo secondo libro Der Kampf um den Film, iniziato nel 1934 ma pubblicato solo 40 anni dopo. Dopo aver completato il libro, Richter si trasferisce a Basilea per dirigere la produzione cinematografica della Frobenius-Film. Richter accetta solo dopo che la società gli promette di produrre il suo film su Münchhausen. La trama del film è la storia di un bugiardo le cui bugie, anche se in modo subliminale, riflettono gli eventi attuali del mondo. Richter considera il film come uno “schermo” dietro il quale è possibile “dire cose che non si sarebbero potute dire altrimenti”. Jean Renoir raccomanda il film alla sua casa cinematografica per la distribuzione. A Parigi viene firmato un contratto da tre milioni di euro e inizia il casting. La guerra, però, lascia il progetto incompiuto.

### Emigrazione negli Stati Uniti
La polizia per l'immigrazione di Basilea esercita pressioni su Hans Richter affinché lasci il Paese. Con l'aiuto dell'organizzazione HIAS e con il sostegno speciale di Hilla von Rebay, direttrice del Guggenheim Museum di New York, che permise a Richter di tenere una serie di conferenze, Richter lasciò l'Europa da Lisbona il 5 aprile 1941 e arrivò negli Stati Uniti in nave dopo 10 giorni. Una volta arrivato, nel 1942 Richter ottenne un posto da insegnante al City College di New York e diresse l'istituto cinematografico fino al 1956. Incontrò la sua futura moglie, Frida Ruppel. Dopo una pausa di 15 anni, Richter ricomincia a dipingere.
A partire dal 1943, Richter inizia a occuparsi degli eventi di Stalingrado.
Realizza un collage di ritagli di giornale raccolti e li dispone in ordine cronologico su un rotolo orizzontale lungo sei metri. Tra gli articoli di giornale, Richter dipinge forme geometriche che simboleggiano i macchinari di guerra e forme libere che simboleggiano il popolo. Seguono i rotoli Invasione e Liberazione di Parigi. Nel 1944 Richter inizia la preparazione dell'opera forse più famosa, Sogni che il denaro può comprare, che viene completata nel 1947. A questo capolavoro collaborarono, tra gli altri, Marcel Duchamp, Max Ernst, Fernand Léger, Alexander Calder e Man Ray. La sua prima mostra personale negli Stati Uniti fu inaugurata il 26 ottobre 1946 nella stravagante galleria di Peggy Guggenheim a New York. La sua prima mostra personale in Europa dopo 30 anni si è tenuta il 10 febbraio 1950 alla Galerie des Deux Rives di Parigi. Nel 1951 Hans Richter sposa Frida Ruppel, con Richard Huelsenbeck come testimone. Richter diventa cittadino americano.
Undici anni dopo l'emigrazione, nel 1952 Richter intraprese un tour di conferenze in Europa. In questa occasione, l'attrice Margaret Melzer gli restituì parte della sua collezione d'arte, che aveva affidato alla sorella Dora prima di partire per la Russia nel 1931. La sorella aveva affidato la collezione alla Melzer affinché la custodisse prima di emigrare in Cile.
Un altro film molto noto è stato realizzato nel 1956 (uscito nel 1957) in collaborazione con Marcel Duchamp e Jean Cocteau. In 8x8 - A Chess Sonata in 8 Movements Richter ha filmato otto partite di scacchi, sempre con un cast di primo piano al suo fianco: l'artista Marcel Duchamp, che ebbe grande successo anche come giocatore di scacchi (nel ruolo del re bianco), Hans Arp, Alexander Calder, Jean Cocteau, Max Ernst, Richard Huelsenbeck, J. Levi, J. Matisse, Dorothea Tanning e Yves Tanguy. I pensieri e le fantasie dei partecipanti sono rappresentati su un'enorme scacchiera che gli artisti hanno "dipinto" con farina bianca nella proprietà di Richter nel Connecticut.
Il 1º novembre 1956 Richter terminò il suo lavoro al City College di New York. Viene creato Dadascope (parti I e II). Si tratta dell'ultimo film di Richter, un collage cinematografico di poesie Dada scritte tra il 1916 e il 1924 da Arp, Hausmann, Duchamp, Man Ray, Doesburg, Tzara, Huelsenbeck, Schwitters e altri. Tra gli artisti coinvolti figurano Richter, Janco, Ray, Ribemont Dorsaignes, Mehring, Arp, Duchamp, Hausmann, Tzara e Soupault.

### Ritorno in Europa
Nel 1958 la famiglia Richter si trasferisce ad Ascona, dove trascorre l'inverno per i successivi dieci anni. Ad Ascona, Richter ritrova il cameratismo dei vecchi amici. Arp viveva a pochi chilometri di distanza, a Solduno, mentre Otten abitava a Minusio. Anche Fritz Glarner, Ben Nicholson e Julius Bissier erano nei dintorni. Richter condivide con altri artisti uno studio a Locarno, che Hans Arp descrive come un "kibbutz di artisti". Alla fine degli anni Cinquanta Richter esplorò il tema del gesto nella pittura verticale, basata sui modelli strutturali del 1923. Quando i suoi lavori diventano sempre più formali, Richter riconosce la necessità di allentare la struttura rigida e di dare spazio alla spontaneità. Nascono così rotoli verticali liberi che conducono a una "polarità senza forma", che Richter descrive come "libera disciplina, libertà disciplinata". Il 6 aprile, in occasione del suo 70º compleanno, Richter sarà premiato con una retrospettiva alla Corcoran Gallery di Washington.
In autunno, l'Akademie der Künste di Berlino gli ha dedicato la mostra Ein Leben in Bild und Film, successivamente esposta al Kunstgewerbemuseum di Zurigo e alla Städtische Galerie im Lenbachhaus di Monaco. Dal 1960 al 1969 ha partecipato ad almeno 66 mostre in Europa, Asia e America. Ha scritto cinque libri e ne ha rivisto uno, scritto nel 1929. Tutti e sei i libri sono stati pubblicati in questo periodo. Ha anche pubblicato poesie in inglese, tedesco e italiano. Richter lavorava sette ore al giorno nel suo studio e sperimentava costantemente nuovi materiali, sviluppando una predilezione per il legno grezzo, il cartone e il metallo. Nel 1964 Richter raccolse i suoi ricordi del periodo Dada dal punto di vista storico-artistico nel libro Dada-Kunst und Antikunst: Der Beitrag Dadas zur Kunst des 20. Jahrhunderts. Per approfondire lo studio di Locarno, Richter e la moglie si trasferirono in un appartamento a Locarno nel 1965.
Nel gennaio 1968 si tiene una grande mostra retrospettiva presso le Byron Gallery e la Finch College Gallery di New York. Richter riprende l'analisi della serie “Pro e Contra”. Divide un quadrato con una linea curva e un altro quadrato con due linee rette. Questa semplice divisione (la formula matematica 416) consente un numero infinito di combinazioni che l'artista analizza alla ricerca di tensione e continuità, riorganizzandole ripetutamente.
Nel 1969 Richter inizia una nuova serie di dipinti: i “Dymos” (dal termine greco “dinamico”) corrispondono a una versione semplificata dei precedenti “Echo” e “Pro e Contra”. La tensione spaziale tra gli elementi, che si estende su tutta la tela, è determinata da distanze, colori o contrasti più o meno ampi. I materiali utilizzati sono vernice per auto (spray), cartone, metallo e carta.
Richter fu nominato membro dell'Akademie der Künste di Berlino nel maggio 1971.
Nel 1973 scrisse il suo ultimo libro, Begegnungen von Dada bis Heute. Il libro contiene lettere, documenti e ricordi di artisti che hanno frequentato gli stessi ambienti di Richter e che hanno influenzato la direzione dell'arte nel modernismo. La nuova serie di Richter, “Vibras” (dal nome della parola spagnola "vibrazione"), è il risultato dei suoi esperimenti pittorici. I collage, spruzzati di vernice per auto, sono disposti verticalmente e disegnati verso l'interno in diversi strati, creando profondità e dinamismo formale che ricordano scenari futuristici.
Verso la fine degli anni Sessanta Richter abbandonò finalmente gli strumenti pittorici tradizionali. Lavorò quasi esclusivamente ai cosiddetti “piccoli collage”, che gli servivano come schizzi per grandi rilievi e per i quali gli bastava un piccolo blocco per appunti e una scatola di forme ritagliate, che gli permettevano di lavorare facilmente a casa, in treno o in ospedale.
Hans Richter morì il 1º febbraio 1976, all'età di 88 anni, nella Clinica St. Agnese di Minusio, in Svizzera.
Hans Richter si sposò quattro volte: nel 1916 con Elisabeth (Lisa, Lies, Lieska) Steinert, morta nel 1923; nel 1921 con Maria von Vanselow, dalla quale divorziò nel 1922; nel 1927 con Erna Niemeyer, pseudonimi: Renate Green, Ré Soupault, René Mensch; nel 1951 con Frida Ruppel, morta nel 1978. I due figli di quest'ultima, Hans Ruppel e Ursula Lawder, ereditarono il patrimonio, amministrato da Marion e Alfred von Hofacker.

## Le opere
Opere di Hans Richter si trovano nelle seguenti collezioni: Museo Casa Anatta, Monte Verità, Ascona; Kunstmuseum Basel; Staatliche Museen Preußischer Kulturbesitz, Nationalgalerie Berlin; Musée d'art et d'histoire, Ginevra; Museo d'arte contemporanea, Castello Visconti, Locarno; Deutsches Literaturarchiv/ Schiller-Nationalmuseum, Marbach a. N.; DFF - Deutsches Filminstitut & Filmmuseum, Frankfurt a. M.; The Solomon R. Guggenheim Museum, New York; The Museum of Modern Art, New York; Neuberger Museum, State University of New York at Purchase; Musée National d'Art Moderne Centre Georges Pompidou, Parigi; Collezione Peggy Guggenheim, Venezia; Hirshhorn Museum and Sculpture Garden, Smithsonian Institution, Washington D. C.; Yale University Art Gallery, New Haven/Conn.; Kunsthaus Zürich et al.

## Filmografia
- Rhythmus 21 (1921)
- Rhythmus 23 (1923)
- Filmstudie (1926)
- Ghosts Before Breakfast (1927))
- Inflation (1928)
- Race symphony (1929)
- Two pence magic (1929)
- Everything turns, everything revolves (1929)
- Dadascope (1961)
- Metall (1933)
- Hans im Glück (1937)
- Dreams That Money Can Buy (1947)
- 8 x 8: A Chess Sonata in 8 Movements (1957)

## Mostre (selezione)
- 1982: Hans Richter 1888-1976: dadaista, pioniere del cinema, pittore, teorico. Akademie der Künste, Berlino, 31 gennaio - 7 marzo 1982; Kunsthaus Zürich, 15 aprile - 23 maggio 1982; Städtische Galerie im Lenbachhaus, Monaco, 9 giugno - 1° agosto 1982 (Note biografiche dettagliate su Hans Richter nel catalogo della mostra)
- 2013/2014: Hans Richter - Encounters. Los Angeles County Museum of Art, 5 maggio - 2 settembre 2013, Los Angeles, California; Hans Richter - La Traversée du Siècle. Centre Pompidou, Metz, 29.09.2013 - 24.02.2014, Metz; Hans Richter - Encounters: Da Dada a oggi. Martin-Gropius-Bau, Berlino. 27.03.2014 - 30.06.2014

## Opere
- Dada 1916-1966 - Documents of the international Dada Movement, Goethe-Institut zur Pflege deutscher Sprache und Kultur in Ausland, Monaco di Baviera, 1969
- Richter on Richter, Thames & Hudson, Londra, 1971, ISBN 050023163X
- Dada: arte e antiarte, Mazzotta, Milano, 1974
- Encounters from Dada Till Today, Prestel Publishing, Monaco di Baviera, 2013, ISBN 9783791353227
- Hans Richter. Il ritmo dell'avanguardia, Casagrande, Bellinzona, 2014, ISBN 887713691X

## Hans Richter nei musei italiani
- Galleria d'arte moderna e contemporanea di Bergamo
- Galleria Nazionale di Arte Moderna e Contemporanea - Roma
- Peggy Guggenheim Collection di Venezia